# Arquegonio

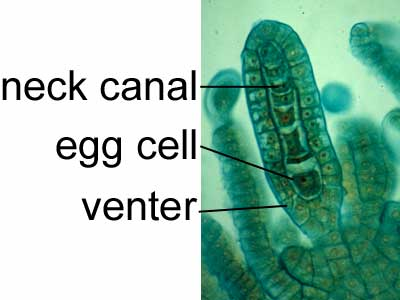
Diagrama de un arquegonio.

El arquegonio es el órgano reproductor femenino de las algas, hongos y briofitas como los musgos y en ciertas plantas vasculares como helechos y licopodios y en semillas. Es multicelular; compuesto de un cuello, formado por una o más hileras de células y una base dilatada que contiene la ovocélula.
El órgano masculino que lo complementa es el anteridio.